# Женское городское училище для бедных девиц им. Гелеловича
Женское городское училище для бедных девиц  - учебное заведение для караимских девушек. Было открыто в Евпатории в конце XIX века на средства Потомственного Почётного Гражданина А. М. Гелеловича. 

## История
Стало наиболее крупным женским ремесленным училищем. По постановке учебного дела училище являлось образцом не только для учебных заведений Евпатории, но и учебных заведений других городов юга России. Целью училища было давать девицам караимского вероисповедания общее образование в объёме начального народного училища, научить их ремеслу на столько, чтобы они при выходе из него, могли трудиться и своим трудом обеспечивать своё существование. Училище находилось при евпаторийском «Обществе попечительства о бедных караимах», основанном в 1874 году по инициативе городского головы Евпатории, а позже караимского гахама С. М. Пампулова.
Первоначально это было скромное ремесленное училище для тридцати бедных девочек-караимок, где одна учительница преподавала русскую грамоту и рукоделие. В училище также обучали и караимскому вероучению, т. е. чтению Священного писания на библейском языке с переводом на русский, русскому языку и сведениям по русской истории, географии, арифметике, чистописанию, черчению, рисованию и пению. Из ремёсел преподавали швейное и белошвейное дело, вышивание, вязание, модное портняжничество, шляпное дело, кулинарное искусство, молочное хозяйство. С расширением программ двери училища распахнулись для всех желающих без различия вероисповедания. Росло количество преподаваемых предметов, приглашались новые учителя.
В 1909 году училище перешло в новое специально построенное здание и переименовано в «Караимское профессиональное женское училище». Здание для профессионального отделения построено на средства А. М. Гелеловича и названо его именем.
Учащиеся после окончания училища имели право поступить в третий класс гимназии. Училище блестяще выделялось среди прочих просветительных учреждений Евпатории. Большинство евпаторийских девушек, окончивших высшую школу и работавшие в качестве учителей, врачей, фельдшеров, акушеров, а также тех, которые занимались профессиональным трудом — первоначальное образование получили в этом училище.